# NGC 4147
NGC 4147 (ook: NGC 4153) is een bolvormige sterrenhoop in het sterrenbeeld Hoofdhaar. Het hemelobject werd op 15 februari 1784 ontdekt door de Duits-Britse astronoom William Herschel.

## Synoniemen
- NGC 4153
- GCL 18